# Православная этика труда
Православная этика труда — система общих принципов и ориентиров отношения к труду, опирающаяся на основы христианской этики. Смысл православной этики труда вытекает из того, что человеческая жизнь служит разумной, достойной цели. Им руководит не случайный произвол, а проникающее во все стороны жизни единое высшее начало — Бог. Православная этика труда зарождается с возникновением христианства (I в.н. э.).
Её постулаты вытекают из учения Христа, Священного Писания — Нового Завета, книги «Деяния апостолов» и Священного Предания.
Значительную роль в осмыслении и развитии православной этики труда сыграли работы:
1. архиепископа Иоанна (Шаховского) (1902—1989), такие как:
- «Православное отношение к деньгам»,
- «Христианское отношение к богатству и бедности»;

2. русского философа, богослова и священника Сергея Булгакова (1871—1944):
- «Христианство и труд»,
- «Философия хозяйства»;

3. русского религиозного философа и психолога Семёна Франка (1877—1950):
- «Духовные основы общества»;

4. учёного, юриста и богослова Николая Фиолетова (1891—1943):
- «Очерки христианской апологетики».

На юбилейном Архиерейском соборе Русской Православной Церкви в 2000 году был принят важный документ «Основы социальной концепции Русской Православной Церкви», в котором излагаются взгляды Церкви на вопросы собственности, труда и его плодов. Основой для понимания православной этики труда является учение о спасении как главной цели человеческой жизни. Для спасения необходимо одновременное участие Божественной и человеческой воли (синергия или соработничество). Православная этика труда предполагает преображающее и бережное отношение ко всему, что создано Богом и помогает человеку сформировать своё отношение к труду в его самых различных проявлениях по принципам, которые не противоречат ни моральным, ни религиозным нормам.
Православная этика труда является важной составной частью православной антропологии — науки о человеке.

## Предыстория возникновения
Согласно христианству, Бог создал и поселил человека в раю не для того, чтобы он только наслаждался благами сотворённого для него мира и пребывал в праздности. Первой обязанностью Адама в раю, ещё до грехопадения была обязанность возделывать рай. 

И взял Господь Бог человека, [которого создал], и поселил его в саду Едемском, чтобы возделывать его и хранить его.— Быт. 2, 15
 Возделывать рай — это значит трудиться: не только сохранять, но и продолжать совершенствовать его. Поэтому христианство относится к труду не как к Божьему проклятию, а как к средству, призванному преобразить человека, вернуть ему утраченный рай и Божье благоволение.

## Основные принципы православной этики труда
Православная этика труда содержит общие принципы труда с точки зрения православия:
а) главный принцип — принцип ориентации на исполнение Евангельских заповедей. Поскольку важнейшим вопросом человеческой жизни в православии является спасение, то принципы православной этики труда и строятся на отношении к этому главному вопросу, помогают они спасению или затрудняют его. Затрудняют спасение или делают невозможным человеческие грехи и страсти. Соответственно, если человеческий труд и его плоды сопряжены с умножением этих страстей, то такой труд не считается добром и не поощряется. И, наоборот поощряется;
б) принцип справедливой взаимности. В Православной этике труда действует принцип справедливой взаимности. То есть, православный человек должен уважать и сознавать ценность каждой личности, участвующей в процессе труда и так должен трудиться, чтобы не ущемлять интересы других, а, наоборот, по возможности, оказывать другому поддержку, делиться опытом и прочее;
в) принцип обращения к общественно-полезным, социально-значимым делам и отказ от труда небогоугодного. В Церкви существует понятие труда богоугодного и небогоугодного. Небогоугодным становится труд, который направлен на то, чтобы удовлетворять греховные страсти человека. К такому труду относятся, например, труды, положенные на производство и распространение табака, наркотиков, секс-индустрию и тому подобное. Труд богоугодный всегда направлен на пользу отдельного человека и общества в целом. Поэтому Православная этика труда предписывает предпринимателям обращать своё внимание на социально-значимые проекты, даже если при этом они теряют часть своей прибыли. Тем более, что прибыль для человека, живущего по Православной этике труда никогда не будет стоять во главе угла, а являться лишь одной (не главенствующей) из составляющих процесса. Прибыль значима только тогда, когда обеспечена чистой совестью;
г) принцип устремлённости к добру. Истинное добро в православном понимании есть исполнение воли Божией о человеке. Каждый человек не может рассматриваться просто, как «машина для зарабатывания денег», а, наоборот, есть личность, способная реализовать свой потенциал;
д) принцип полагания на волю Божью. И успехи и неудачи в своей трудовой деятельности православный человек воспринимает, как промысел Божий, как повод к смирению — самой главной добродетели христианина. Дело христианина — трудиться, а даровать или не даровать в этом успех — дело Божье;
е) принцип отношения к предпринимательству, как исполнению необходимого земного послушания, данного Господом, как сфере служения Богу и людям. Человек, в православном понимании, лишь управитель вещного мира, и только Бог — полновластный собственник его;
ж) Принцип бережного отношения к природе, ресурсам и прочему. В том числе и к полученным материальным благам. Вместе с бережливостью православная трудовая этика учит употреблению своего богатства на благо ближних, милосердию и благотворительности;
з) стремление к совершенству. Понимая связь труда и духовности, православный предприниматель стремится к Богу и совершенствуется в Боге и для Бога. Бог для него мерило всей его жизни, собственных планов и отношений в коллективе, критерий правильности организации производства, стимул для совершенствования и раскрытия всех своих творческих способностей, мотивация сделать продукт своего труда качественным, красивым;